# Letux
Letux (aragónul Letuix) település Spanyolországban,  Zaragoza tartományban. Letux Almonacid de la Cuba, Lécera, Moneva, Lagata, Samper del Salz és Azuara községekkel határos. Lakosainak száma 356 fő (2024).

## Népesség
A település népessége az utóbbi években az alábbiak szerint változott:
| Lakosok száma | 473  | 433  | 438  | 452  | 404  | 379  | 349  | 364  | 337  | 356  |
|               | 2001 | 2004 | 2007 | 2009 | 2012 | 2014 | 2017 | 2019 | 2022 | 2024 |